# Kitancevo, Razgrad
Kitancevo (în bulgară Китанчево) este un sat în comuna Isperih, regiunea Razgrad,  Bulgaria. 

## Demografie
Componența etnică a satului Kitancevo
     Romi (18,57%)
     Turci (60,65%)
     Bulgari (1,63%)
     Nicio identificare (19,12%)
La recensământul din 2011, populația satului Kitancevo era de 1.464 locuitori. Din punct de vedere etnic, majoritatea locuitorilor (60,65%) erau turci, existând și minorități de romi (18,57%) și bulgari (1,63%). Pentru 19,12% din locuitori nu este cunoscută apartenența etnică.